# Macrodactylus pexus
Macrodactylus pexus är en skalbaggsart som beskrevs av Kirsch 1865. Macrodactylus pexus ingår i släktet Macrodactylus och familjen Melolonthidae. Inga underarter finns listade i Catalogue of Life.